# Blackthorn Asylum
Blackthorn Asylum – jedenasty album studyjny duetu muzycznego Nox Arcana. Wydany 21 czerwca 2009 roku przez wytwórnię Monolith Graphics. Fabuła opiera się na opowiadaniu From Beyond H.P. Lovecrafta.

## Muzyka i motyw
Muzyka przedstawia opuszczony azyl z lat 30. XIX wieku dla obłąkanych przestępców, w którym lekarze przeprowadzają straszliwe eksperymenty na osadzonych. W utworach można usłyszeć dźwięki fortepianu, instrumentów smyczkowych, perkusji i bębnów. Użycie dysonansowych dźwięków tworzy wrażenie szaleństwa. Muzyka w połączeniu z efektami dźwiękowymi tworzy gotycką scenerię dźwiękową, która jest przerażająca i sprawia wrażenie nawiedzonej. Umęczone krzyki, maniakalny śmiech i nikczemne odbijają się echem w opuszczonych korytarzach. Narrator wprowadza słuchacza w szczegóły praktyk przeprowadzanych w zakładzie.
Broszura albumu zawiera zagadkę, która skrywa tożsamość jednego z ostatnich więźniów azylu.

## Lista utworów
| Nr  | Tytuł                           | Czas |
| --- | ------------------------------- | ---- |
| 1.  | „Legacy of Darkness”            | 2:09 |
| 2.  | „Blackthorn Asylum”             | 3:12 |
| 3.  | „Sanitarium Gates”              | 3:06 |
| 4.  | „Abandoned”                     | 2:54 |
| 5.  | „Threshold of Madness”          | 3:41 |
| 6.  | „Tapestry of Decay”             | 3:06 |
| 7.  | „Hidden Horrors”                | 2:32 |
| 8.  | „When Darkness Falls”           | 3:24 |
| 9.  | „Shock Treatment”               | 0:55 |
| 10. | „Fractured Memories”            | 2:27 |
| 11. | „Phantasmagoria”                | 3:27 |
| 12. | „Creeper”                       | 2:12 |
| 13. | „Sanity Slipping”               | 3:03 |
| 14. | „Dementia 13"                   | 3:23 |
| 15. | „Solitary Confinement”          | 3:24 |
| 16. | „Frenzy”                        | 2:45 |
| 17. | „The Condemned”                 | 3:04 |
| 18. | „Spiders in the Attic”          | 4:24 |
| 19. | „From Beyond”                   | 0:47 |
| 20. | „Essence of Evil”               | 2:55 |
| 21. | „Fade to Black” (+hidden track) | 6:12 |